# حور شانكسي
حور شانكسي (الاسم العلمي:Populus shanxiensis) هو نوع من النباتات يتبع جنس الحور من الفصيلة الصفصافية.